# San Marcos (Santa Bárbara)
San Marcos é uma cidade hondurenha do departamento de Santa Bárbara.